# Vulcão Irazú
O Irazú é um vulcão ativo na Costa Rica, na Cordilheira Central, no interior do parque nacional que leva o seu nome (Parque Nacional Vulcão Irazú), a uns 30km ao norte da cidade de Cartago.
Nas suas margens vivia, em 1569 um povo indígena chamado Istarú ou Iztarú. Esse nome, com o passar dos tempos foi se transformando no atual. Existe um apelido vasco-francês Irazú, que significa "lugar de samambaias" nesse idioma, e no pé do vulcão há muitas samambaias. Porém, o uso do nome Irazú é relativamente recente, e não se encontra mencionado em documentos dos séculos XVI e XVII, época em que o vulcão se chamava simplesmente vulcão de Cartago.
Tem 3432 metros de altitude e sua forma é subcônica irregular.
Teve erupções com frequência em tempos históricos, pelo menos 23 vezes desde sua primeira erupção registrada em 1723. Teve uma erupção que começou em 1963 e seguiu até 1965, e que justamente no dia que o presidente dos Estados Unidos, John Kennedy iniciou uma visita oficial à Costa Rica. A erupção cobriu com cinzas a capital e a maior parte das terras altas centrais da Costa Rica.
Desde a erupção de 1963, o vulcão esteve inativo até 1994, embora frequentes sismos mostrem que o magma se move debaixo do vulcão.
Em 1994 ocorreu uma pequena erupção freática, causada por abundantes chuvas que desestabilizaram a cratera do vulcão, causando a descompressão rápida do sistema hidrotérmico.
O cume do vulcão tem várias crateras, uma das quais contém um lago verde de profundidade variável. É o vulcão ativo mais alto da Costa Rica. É fácil visitá-lo saindo de San José, através de um caminho direto até as crateras do cume e um serviço diário de ônibus ao cume. É um ponto turístico muito popular. 
Do seu cume, durante um dia claro, é possível ver ambos oceanos, o Atlântico e o Pacífico. Porém os dias claros no cume são muito raros, e na maior parte do tempo, o cume permanece coberto de nuvens.     